# Zenélő óra
A zenélő óra  olyan időmutató órakészülék, amelyet bizonyos zenedarabok vagy dallamok meghatározott időben való lejátszására alkalmas szerkezettel látnak el. Mérete és kialakítása sokféle, így pl. karóra, zsebóra, falióra vagy akár toronyóra is lehet. A 19. század volt a zenélő órák virágkora.
A zenélő zsebóra programadó készüléke a tűs henger volt. Sárgaréz, vagy acélhenger palástjából apró rézszögecskék (tűk) álltak ki és ezek forgás közben a henger tengelyével párhuzamosan elhelyezett acélfésű fogaskerékfogait pengették meg  így érik el a kívánt dallam és ütem kihozatalát. A fésűfog hossza és vastagsága határozza meg a hangmagasságot. 
A nagyobb méretű gépezeteknél gyakran az acéllemezeket sípok és fúvókák helyettesítik; az egész gépezet az óra járásától függetlenül, önkéntes megindítás után vagy forgatásra működik. Tornyok harangjaira kalapácsok ütöttek; a kalapácsot mozgató szerkezetet mechanikus programvezérlés irányította. 

## Képgaléria

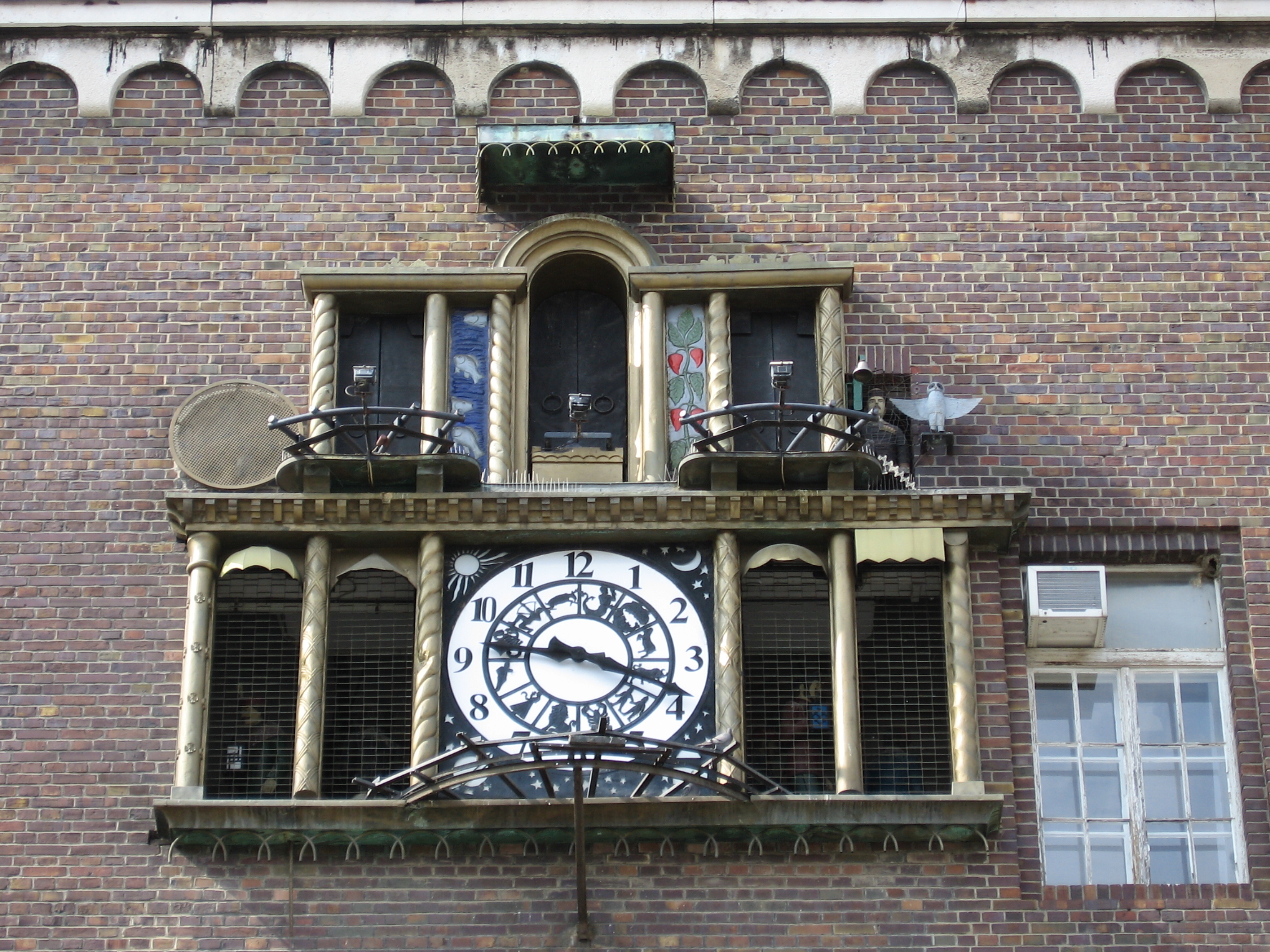
A híres szegedi zenélő óra
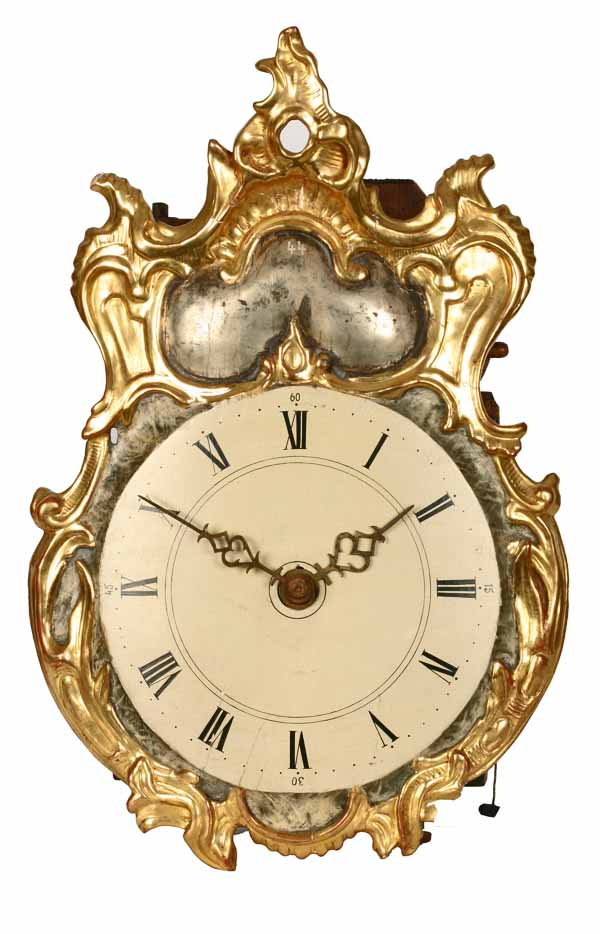
Johann Wehrle zenélő órája, 1770-1780 körül
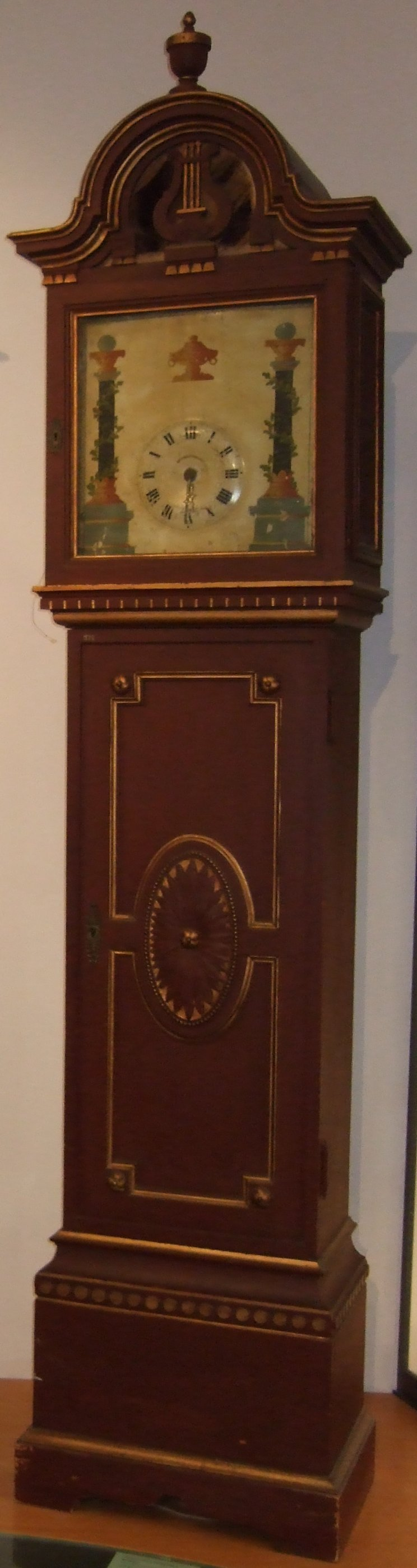
Zenélő óra a Deutsches Uhrenmuseumból